# Кузма
Кузма (словен. Kuzma) — поселення в общині Кузма, Помурський регіон, Словенія. Висота над рівнем моря: 269,7 м.